# HNA Building
Pour les articles homonymes, voir HNA.
Le HNA Building (海航大厦) est un gratte-ciel de 138 mètres de hauteur et de 31 étages, construit à Haikou dans le sud de la Chine en 2010. Il abrite le siège de la compagnie de transport aérien Hainan Airlines et de HNA Group.
La forme de l'immeuble est particulièrement originale et n'a pas d'équivalent dans le monde. La surface de plancher du bâtiment est de 137 300 m².
L'architecte est l'agence China Architecture Design & Research Group. Le promoteur est la société Haikou New City District Construction & Development.